# Euroméditerranée
Euroméditerranée est un établissement public d'aménagement conduisant une opération de rénovation urbaine en cours depuis 1995 à Marseille en France. Il s'agit du troisième quartier d'affaires français après La Défense (Paris) et la Part-Dieu (Lyon), devant Euralille (Lille).
Parmi les réalisations à l'initiative d'Euroméditerranée : la rénovation des Docks en bureaux, la rénovation du Silo en salle de spectacle, la construction de la tour CMA CGM de 33 étages ou encore la tour La Marseillaise avec ses 136 m de haut.

## Histoire
Le décret du 13 octobre 1995 crée l’établissement public d'aménagement .
Le projet est lancé en 1995 à l'initiative de l'Etat Français et du maire de Marseille, Robert Vigouroux. L'accord pour la mise en place d'un établissement public d'aménagement est signé le 26 avril 1994 œuvrant sur un périmètre de 310 hectares[réf. nécessaire].
Depuis 2007, « Euroméditerranée Acte 2 » a étendu ce périmètre à 169 hectares supplémentaires ,, pour couvrir une zone totale de 480 hectares. Ce projet est financé par l’Union européenne, l’État, le conseil régional, le conseil départemental, la métropole et la Ville de Marseille.
En 2023, l'établissement annonce la poursuite des travaux jusqu'à l'horizon 2031, date à laquelle doit être livré le « Parc des Aygalades »,

## Urbanisme

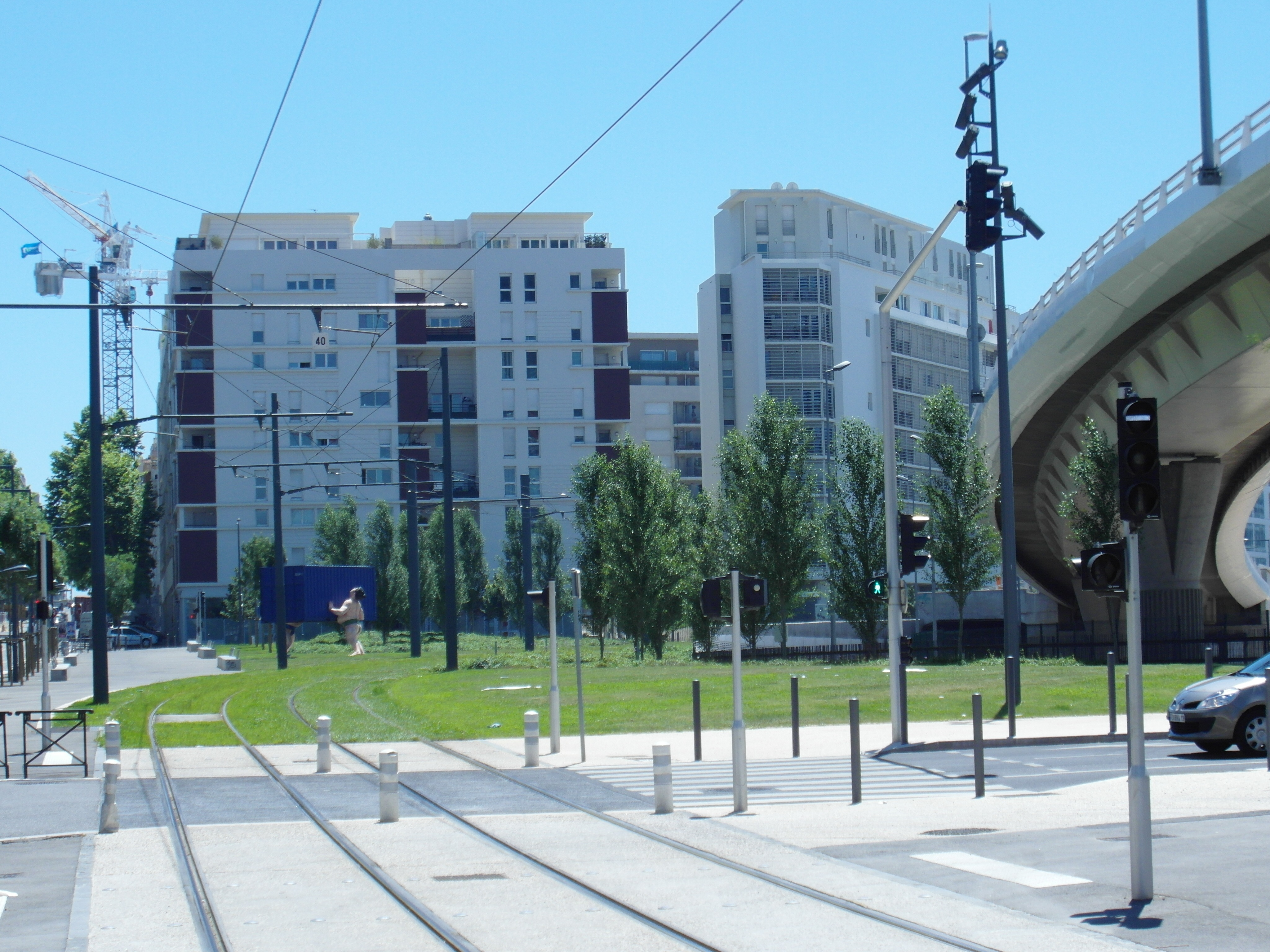
Le nouveau quartier de la Joliette.

## Principales constructions
| Place | Nom             | Architecte           | Date de livraison | Destination principale                                 | Hauteur | Étages | Surface   | État                                   |
| 1     | Tour CMA CGM    | Zaha Hadid           | 2010              | Bureaux                                                | 147 m   | 33     | 64 000 m2 | Construit                              |
| 2     | La Marseillaise | Jean Nouvel          | 2018              | Bureaux                                                | 136 m   | 31     | 40 000 m2 | Construit                              |
| 3     | M99             | Jean-Baptiste Pietri | 2027              | Habitation, logement étudiant, hôtel & restaurant      | 99 m    | 30     | 16 000 m2 | Lancement de construction octobre 2024 |
| 4     | Tour Mirabeau   | Hala Wardé           | 2023              | Bureaux                                                | 85 m    | 21     | 22 000 m2 | Construit                              |
| 5     | La Porte bleue  | Jean-Baptiste Pietri | 2023              | Habitation                                             | 60 m    | 19     | 14 000 m2 | Construit                              |
| 6     | Le Balthazar    | Roland Carta         | 2014              | Bureaux                                                | 31 m    | 8      | 11 000 m2 | Construit                              |
| 7     | Docks           | Eric Castaldi        | 2015              | Commerces                                              | 30 m    | 6      | 15 000 m2 | Construit                              |
| 8     | Le Silo         | Castaldi- Carta      | 2011              | Spectacles                                             | 50 m    | 8      | 13 000 m2 | Construit                              |
| 9     | Euromed Center  | Massimiliano Fuksas  | 2015              | Bureaux, commerces, complexe cinématographique & hotel |         |        | 70 000 m2 | Construit                              |

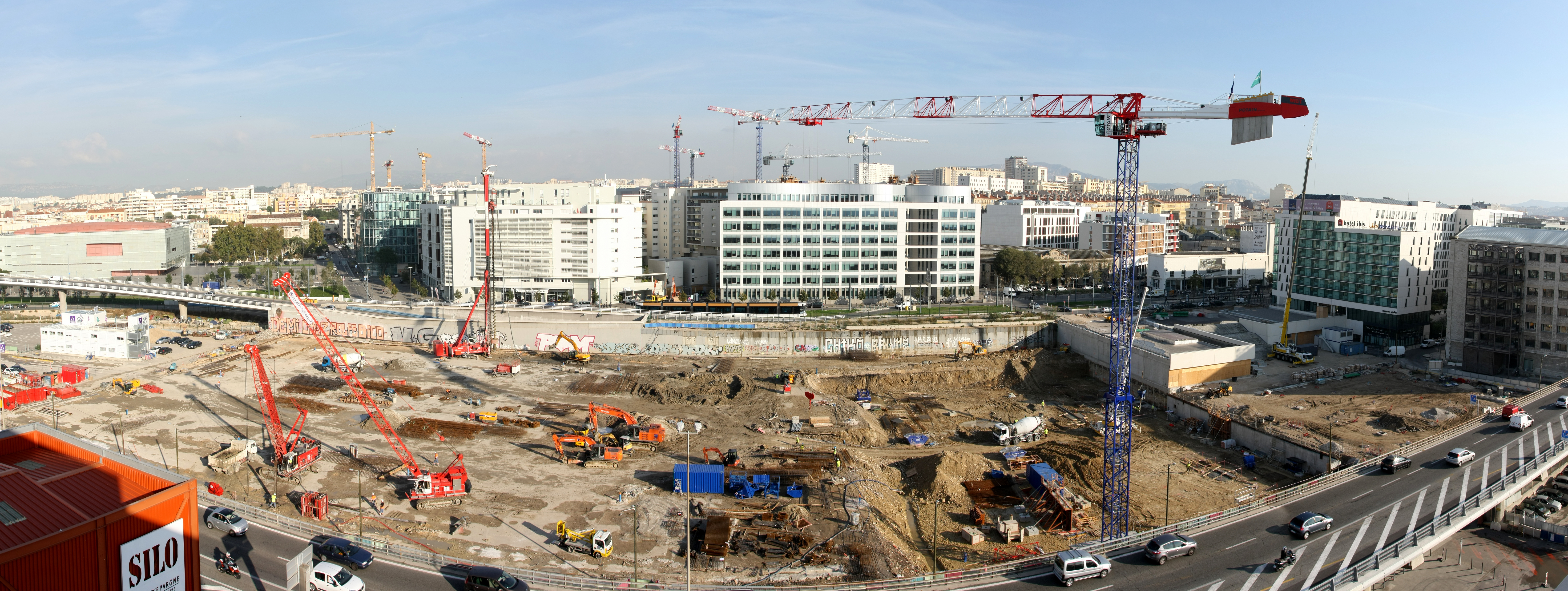
Vue depuis le Silo en 2012 : construction de Euromed Center.

Thassalia, la première centrale française de géothermie marine, est inaugurée dans le quartier en 2016, pour alimenter les Docks et d'autres bâtiments en eau chaude et froide,
Il est également prévu dans le quartier l'installation, à l'horizon 2030, de la future cité judicaire de Marseille, selon les annonces du ministère de la Justice. Celle-ci occupera une surface de 50 000 m2 et pourrait prendre la forme d'une nouvelle tour, un concours d'architecture sera cependant mis en place pour définir la forme finale du projet.

## Gestion
En 2016, la chambre régionale des comptes de PACA pointe plusieurs problèmes, parmi lesquels l'utilisation inexpliquée de procédures de   ventes « de gré à gré sans que le recours à ce type de procédure soit réellement justifié », sans mise en concurrence des promoteurs, des terrains cédés à des prix « déraisonnablement inférieurs à ceux du marché » et de lourds investissements dans un contexte économique qui « n'est actuellement pas favorable », alors que les recettes commerciales attendues sont estimées sur des bases « qui apparaissent très optimistes ».
Euroméditerranée  se présente comme l'une des plus importantes opérations de renouvellement urbain d'Europe du Sud, avec un investissement de 7 milliards d'euros sur une superficie de 480 hectares.

## Transports
Le périmètre sur lequel opère Euroméditerranée est desservi par la ligne 2 du métro de Marseille (stations Joliette, Désirée Clary, National, Bougainville, et Gèze), par les lignes 2 et 3 du tramway (arrêts Arenc Le Silo, Euroméditerranée Gantès et Joliette), ainsi que la gare ferroviaire Arenc-Euroméditerranée.
La ligne T3 est en cours de prolongation vers le nord jusqu'au boulevard du Capitaine Gèze à proximité de la station de métro Gèze, soit l'extrème nord du périmètre de l'extension d'Euroméditerranée.
Trois stations devraient être réalisées : Salengro-Bachas, Salengro-Cougit et Capitaine Gèze.
La mise en service est prévue pour 2025 